# Destino universal de los bienes
El destino universal de los bienes es una idea en la teología católica, por lo que la Iglesia católica declara que los bienes de la creación están destinados al género humano en su conjunto, pero también reconoce el derecho individual a la propiedad privada. Además, la autoridad política tiene el derecho y el deber de regular el ejercicio legítimo del derecho a la propiedad en pro del bien común. En el Catecismo de la Iglesia católica se afirma:

2403 El derecho a la propiedad privada, adquirida o recibida de modo justo, no anula la donación original de la tierra al conjunto de la humanidad. El destino universal de los bienes continúa siendo primordial, aunque la promoción del bien común exija el respeto de la propiedad privada, de su derecho y de su ejercicio. [...]
 2405 Los bienes de producción —materiales o inmateriales— como tierras o fábricas, profesiones o artes, requieren los cuidados de sus poseedores para que su fecundidad aproveche al mayor número de personas. Los poseedores de bienes de uso y consumo deben usarlos con templanza reservando la mejor parte al huésped, al enfermo, al pobre.

En 1967, el papa Pablo VI escribió en la encíclica Populorum progressio:

Sabido es con qué firmeza los Padres de la Iglesia han precisado cuál debe ser la actitud de los que poseen respecto a los que se encuentran en necesidad: «No es parte de tus bienes —así dice San Ambrosio— lo que tú das al pobre; lo que le das le pertenece. Porque lo que ha sido dado para el uso de todos, tú te lo apropias. La tierra ha sido dada para todo el mundo y no solamente para los ricos».